# Городніченко Микола Анатолійович
Мико́ла Анато́лійович Городніче́нко (16 вересня 1991, Ромодан, Полтавська область — 8 січня 2024, Херсонська область) — майор Служби безпеки України, учасник російсько-української війни, Герой України (2025, посмертно).

## Життєпис
Народився 16 вересня 1991 року в селищі Ромодан Миргородського району Полтавської області. 2009 року закінчив військовий ліцей у місті Кременчук, потім навчався в Національній академії Сухопутних військ. У складі 25-ї повітряно-десантної бригади брав участь у боях за Амбросіївку, Нижню Кринку, Зайцеве, Авдіївку, Дебальцеве, Савур-Могилу. З 2018 року — військовослужбовець ЦСО «А» СБУ. Під час повномасштабного російського вторгнення брав участь у боях на Харківщині, Донеччині та Херсонщині. Загинув 8 січня 2024 року на Херсонщині. Похований на Алеї Героїв у Миргороді, поруч із молодшим братом — Городніченком Віктором Анатолійовичем, старшим солдатом, що загинув 2021 року на Донеччині.

## Нагороди
- Звання Герой України з удостоєнням ордена «Золота Зірка» (22 червня 2025, посмертно) — за особисту мужність і героїзм, виявлені у захисті державного суверенітету та територіальної цілісності України, самовіддане служіння Українському народові[4].
- Орден «За мужність» III ступеня (19 листопада 2020) — за особисту мужність, виявлену під час бойових дій, зразкове виконання військового обов'язку та з нагоди Дня Десантно-штурмових військ Збройних Сил України[5].
- Відзнака Міністерства оборони України «Знак Пошани»[6].
- Медаль «Захиснику Вітчизни».
- Почесний нагрудний знак Головнокомандувача Збройних сил України «За досягнення у військовій службі» другого ступеня[7].
- Почесний нагрудний знак командувача Сухопутних військ «За відмінну службу в аеромобільних військах Сухопутних військ ЗСУ»[8].
- Відзнака командира Десантно-штурмових військ Збройних сил України[9].
- Медаль «10 років сумлінної служби»[10].